# Protocolul de la Montreal

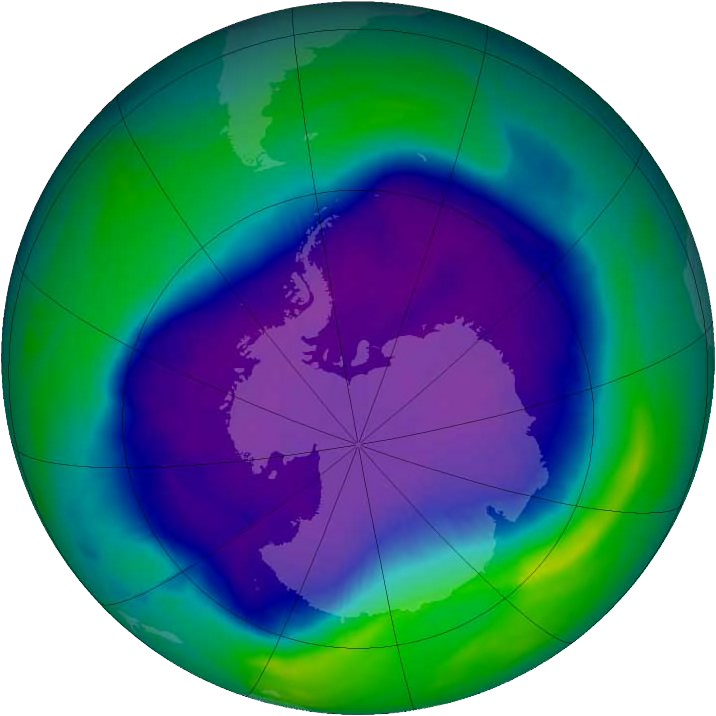
Cea mai mare gaură în stratul de ozon de deasupra Antarcticii înregistrată în septembrie 2006

Protocolul de la Montreal asupra Substanțelor care Distrug Stratul de Ozon (un protocol al Convenției de la Viena pentru Protejarea Stratului de Ozon) este un tratat internațional conceput pentru a proteja stratul de ozon prin oprirea treptată a producției mai multor substanțe considerate a fi responsabile pentru distrugerea sa. Tratatul a fost deschis pentru semnare la 16 septembrie 1987 și a intrat în vigoare la 1 ianuarie 1989, după care, a avut loc în mai 1989, o primă întâlnire de evaluare a sa la Helsinki. De atunci, el a fost revizuit de șapte ori, în 1990 (Londra), 1991 (Nairobi), 1992 (Copenhaga), 1993 (Bangkok), 1995 (Viena), 1997 (Montreal) și 1999 (Beijing). Se speră că, dacă se respectă tratatul, stratul de ozon se va reface complet până în 2050. Datorită adopției și punerii sale în aplicare pe scară largă, protocolul a devenit un exemplu excepțional de cooperare internațională, despre care Kofi Annan a afirmat că este „poate cel mai de succes acord internațional de până azi”. El a fost ratificat de 196 de state.